# Jenő Vincze
Jenő Vincze (ur. 20 listopada 1908 w Versecu, zm. 1988), węgierski piłkarz, napastnik i trener piłkarski. Srebrny medalista mistrzostw świata w 1938. Długoletni zawodnik Újpestu Budapeszt.
Urodził się na terenie dzisiejszej Serbii. Piłkarzem Újpestu był w latach 1934–1944, wcześniej grał w klubach z Debreczyna: DVSC i Bocskai FC. Był mistrzem Węgier z Újpestem oraz królem strzelców ligi (1931).
W reprezentacji Węgier zagrał 25 razy i strzelił 8 bramek. Debiutował w 1930, ostatni raz zagrał w 1939. Brał udział w mistrzostwach świata w 1934 (1 mecz, 1 gol). Cztery lata później zagrał w dwóch spotkaniach.
Był znanym trenerem. Pracował w swoim kraju, ale także w RFN (m.in. 1. FC Nürnberg).